# 花蓮縣消防局

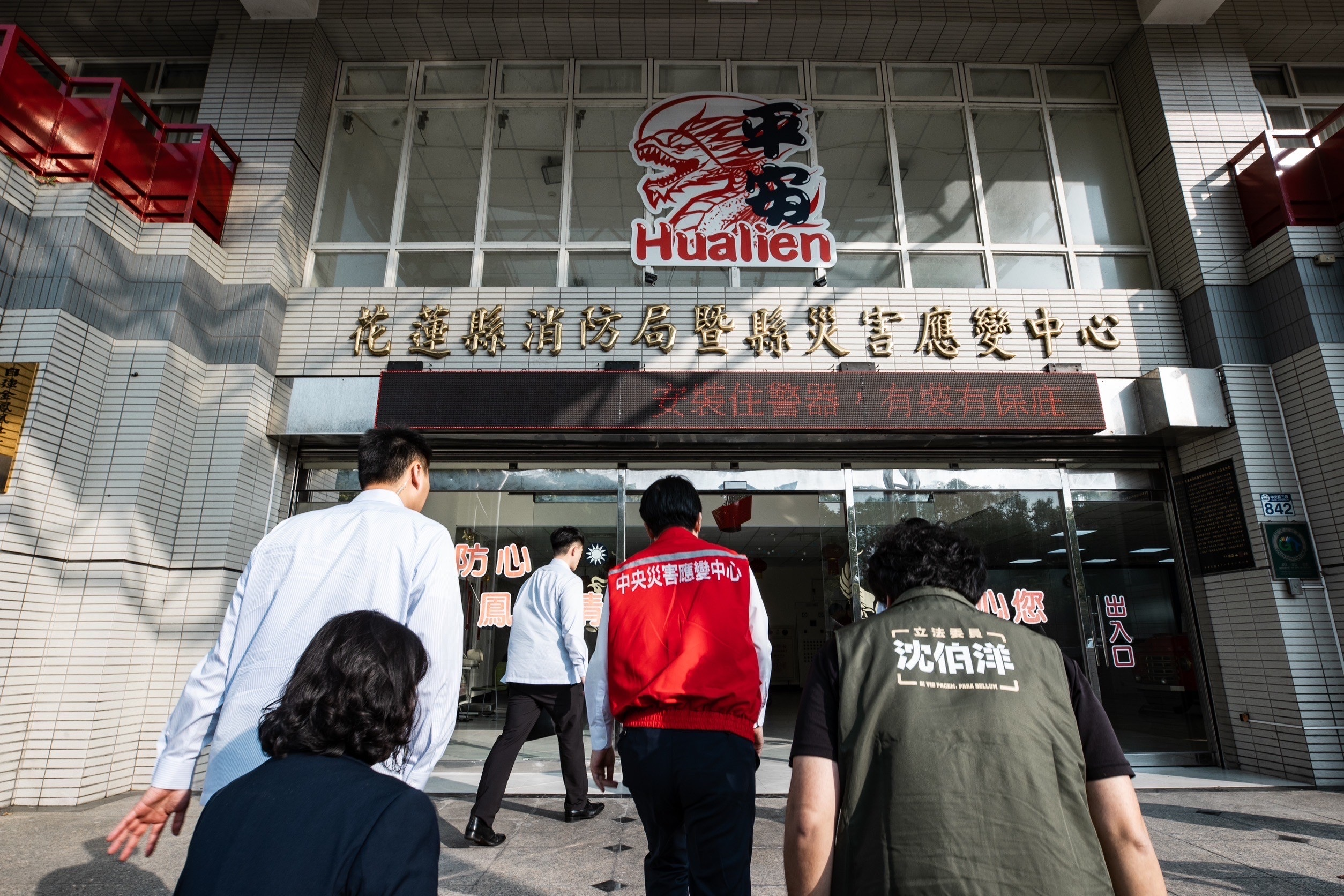
花蓮縣消防局與災害應變中心合署廳舍

花蓮縣消防局，為花蓮縣最高消防行政機關，隸屬於花蓮縣政府。負責花蓮縣消防救災之事宜及所有消防行政、人事、教育及訓練等事務，1999年7月1日成立，局本部設於花蓮市中央路三段842號。

## 組織架構

### 局內單位
- 政風室
- 人事室
- 會計室
- 行政科
- 督察訓練科
- 災害預防科
- 災害搶救科
- 緊急救護科
- 火災調查科
- 災害管理科
- 救災救護指揮科

### 直屬大隊/分隊
有3個救災救護大隊、1個特種搜救大隊、共23個消防分隊。
- 第一救災救護大隊，隊部設於花蓮市
  - 和平、新秀、北埔、美崙、自強、仁里、花蓮分隊。

- 第二救災救護大隊，隊部設於光復鄉
  - 壽豐、光復、豐濱、萬榮、水璉、鳳林分隊。

- 第三救災救護大隊，隊部設於玉里鎮
  - 富源、瑞穗、三民、觀音、東里、富里、卓溪、玉里分隊。

- 特種搜救大隊，隊部設於吉安鄉
  - 和仁、吉安分隊。

## 歷任局長
- 黃登旺先生　(88年7月～95年2月)
- 謝國恩先生　(95年3月～99年3月)
- 顏新章先生　(99年4月～103年12月)
- 林文瑞先生　(104年1月～112年1月)
- 吳兆遠先生　(112年1月迄今)

## 外部連結
- 花蓮縣消防局 （页面存档备份，存于）（繁體中文）
- 花蓮縣消防局組織規程 - 花蓮縣政府主管法規共用系統 （页面存档备份，存于）（繁體中文）
- 花蓮縣消防局開先例 招募救護技術員 （页面存档备份，存于）.ETtoday新聞雲.2014-06-11